# Saulo Mineiro
Saulo Mineiro (* 17. Juni 1997 in Uberlândia), mit vollständigen Namen Saulo Rodrigues da Silva, ist ein brasilianischer Fußballspieler.

## Karriere
Saulo Mineiro erlernte das Fußballspielen in der Jugendmannschaft des Uberlândia EC im brasilianischen Uberlândia.
Von Juni 2017 bis November 2017 wurde er an América Mineiro ausgeliehen. Uberaba SC, ein Verein aus Uberaba lieh ihn von Ende März 2018 bis Ende April 2018 aus. Nach Vertragsende in Uberlândia wechselte er 2018 zum Araxá EC nach Araxá. Über die brasilianischen Stationen Tupi FC, CRA Catalano, Volta Redonda FC und dem Ceará SC zog es ihn im Juli 2021 nach Asien. Hier unterschrieb er in Japan einen Vertrag beim Yokohama FC. Der Verein aus Yokohama spielt in der ersten japanischen Liga, der J1 League. Sein Erstligadebüt in Japan gab er am 9. August 2021 im Heimspiel gegen Nagoya Grampus. Hier wurde er in der 79. Minute für Yūsuke Matsuo eingewechselt. Am Ende der Saison 2021 belegte er mit dem Verein den letzten Tabellenplatz und musste somit in die zweite Liga absteigen. Am Ende der Saison 2022 feierte er mit Yokohama die Vizemeisterschaft der zweiten Liga und den Aufstieg in die erste Liga. Nach insgesamt 39 Ligaspielen wechselte er im August 2023 wieder in seine Heimat, wo er sich seinem ehemaligen Verein, den Zweitligisten Ceará SC, anschloss.

## Erfolge
Yokohama FC
- Japanischer Zweitligavizemeister: 2022  ▲